# 杨梅属
杨梅属（学名：Myrica）也称香杨梅属，是杨梅科下的一个属，为常绿灌木或乔木植物。该属共有楊梅等约50种，分布于温带和亚热带。
属名Myrica来源于希腊语myrike，意为柽柳。

## 物种
本属包括以下物种：
- 青杨梅 Myrica adenophora
- 蜡杨梅 Myrica cerifera
- 毛杨梅 Myrica esculenta
- 香杨梅 Myrica gale
- 云南杨梅 Myrica nana
- 宾州杨梅 Myrica pensylvanica
- 杨梅 Myrica rubra